# Ilybius meridionalis
Ilybius meridionalis är en skalbaggsart som beskrevs av Aubé 1837. Ilybius meridionalis ingår i släktet Ilybius och familjen dykare. Inga underarter finns listade i Catalogue of Life.